# مطار إيبا
مطار إيبا (بالإنجليزية: Iba Airport)‏ (إيكاو: RPUI) هو مطار عام يخدم مدينة إبا, زامباليس .